# Гуськи (Новосибирская область)
Гуськи — упразднённый посёлок в Чулымском районе Новосибирской области. На момент упразднения входил в состав Кабинетного сельсовета. Исключён из учётных данных в 2001 году.

## География
Посёлок располагался на правом берегу реки Чулым в месте впадения в него безымянной канавы, в 8 км по прямой к северо-западу от посёлка Кузнецкий.

## История
Посёлок был основан в 1907 году. В 1928 году посёлок Гуськовский состоял из 170 хозяйств. В административном отношении являлся центром Гуськовского сельсовета Чулымского района Новосибирского округа Сибирского края.
Решением от 30 мая 2001 г. сороковой сессии Новосибирского областного Совета депутатов посёлок исключен из учётных данных.

## Население
В 1928 году в посёлке проживало 896 человек (452 мужчины и 444 женщины), основное население — белоруссы.